# Lennar
Lennar est une entreprise américaine de construction, spécialisée dans la construction d'habitation. Elle est basée à Miami. Lennar est notamment présent dans plusieurs projets de reconversions de bases militaires américaines en quartier résidentiel, comme avec le Mare Island Naval Shipyard, la Marine Corps Air Station El Toro, la March Air Reserve Base, Treasure Island ou encore Bayview.

## Histoire
En septembre 2016, Lennar annonce l'acquisition de WCI Communities, une entreprise de construction de maisons basée et très présente en Floride, pour 643 millions de dollars.
En octobre 2017, Lennar annonce l'acquisition de CalAtlantic pour 5,7 milliards de dollars, renforçant sa présence en Californie, et devenant la plus grosse entreprises de constructions d'habitations des États-Unis.